# كاسيو كونا ليما
كاسيو كونا ليما (بالبرتغالية: Cássio Cunha Lima‏) هو محامي وسياسي برازيلي، ولد في 5 أبريل 1963 في كامبينا غراندي في البرازيل. حزبياً، نشط في حزب الحركة الديمقراطية ‏. في 1986 Brazilian parliamentary election ‏، انتخب عضو مجلس النواب البرازيلي ‏ عن دائرة Paraíba ‏ وانتخب عضو مجلس الشيوخ من البرازيل عن دائرة Paraíba ‏ وقد انضم خلال فترته النيابية ‏ للكتلة البرلمانية الحزب الديمقراطي الاجتماعي البرازيلي.